# Manta (peix)
|  | Aquest article tracta sobre l'espècie. Si cerqueu el tàxon genèric, vegeu «Manta (gènere)». |

La manta o mantellina (Mobula mobular) és un peix cartilaginós batoïdeu de la família dels mobúlids, que viu a l'Atlàntic i a la Mediterrània. La seua pesca és ocasional amb xarxes.

## Morfologia

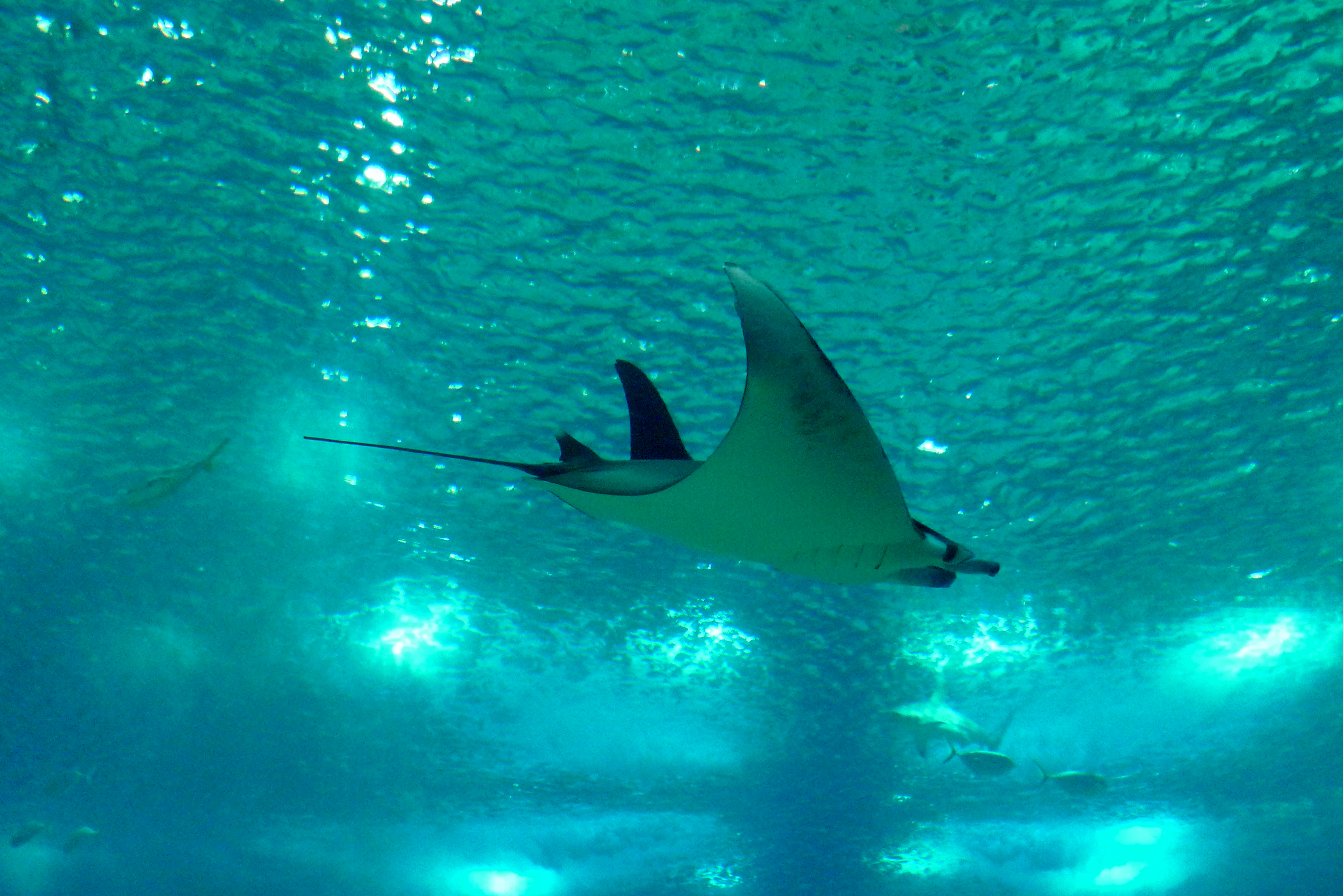
Manta a l'Oceanari de Lisboa

Pot assolir els 5,5 m de llargada i els 3,5 m d'ample. És capaç d'arribar a un miler de kg de pes. El disc és romboïdal i deprimit, molt més ample que llarg amb la vora anterior convexa i la part posterior còncava. A la cua, llarga i prima, apareix un agulló curt. El cap és ample i per davant apareixen unes prolongacions de les aletes. La boca és molt ampla i subterminal. Dents petites i nombroses. Els ulls es troben en posició lateral per davant dels espiracles. Les obertures branquials són àmplies. Tant les dorsals com les pelvianes, molt petites, es troben a l'inici de la cua. Les pectorals estan molt desenvolupades. Manca d'aleta caudal. El dors és negre amb reflexos blaus metàl·lics. El ventre és blanc.

## Ecologia
Apareix al Mediterrani occidental (ocasionalment i a l'estiu) i central. A l'Atlàntic apareix tant a la part oriental com a l'occidental. És una espècie epipelàgica oceànica que forma petits grups. Salta sovint, espectacularment, fora de l'aigua.
És planctòfaga puix que s'alimenta per filtració de zooplàncton i petits peixos pelàgics que captura amb l'ajut de les prolongacions cefàliques.

És un peix ovovivípar. El període de gestació és llarg (al voltant de 25 mesos) i només té una cria (molt rarament dues). Les cries neixen amb les pectorals enrotllades i fan 180 cm de llargada.